# Кручинин, Пётр Николаевич
Пётр Николаевич Кручинин (5 (17) сентября 1867, Оренбургская губерния — после 1919) — войсковой старшина Русской армии, полковник Белого движения, командир 1-й бригады 1-й Оренбургской казачьей дивизии, кавалер трёх орденов.

## Биография
Родился 5 (17) сентября 1867 в станице Гирьяльской первого военного отдела Оренбургского казачьего войска. Получил общее домашнее образование, после чего поступил в Оренбургское казачье юнкерское училище, которое позже окончил по второму разряду. Приступил к службе в Русской Императорской армии в конце июля 1887 года.
Неполные четыре года спустя, в середине июня 1891 года, произведён в хорунжие, а затем, в начале июля 1895 года — в казачьи сотники (со старшинством с середины июня). Перед Русско-Японской войной, в июле 1903 года, стал подъесаулом «иррегулярной кавалерии» (со старшинством более чем на три года ранее, с мая 1900). Незадолго до Первой мировой войны, во второй половине 1913 года, получил чин есаула (со старшинством с июня 1903 года). Уже после Февральской революции, в конце июня 1917 года, стал войсковым старшиной (со старшинством с середины апреля), а с началом Гражданской войны — и полковником.
В 1891 году проходил действительную службу в 1-й Оренбургской казачьей сотне. В 1894 году числился в Оренбургском 4-м казачьем полку (1894), а с 1900 по 1904 — в Оренбургском 3-м казачьем полку. По состоянию на начало 1908 года служил в Оренбургском 7-м казачьем полку. До Великой войны был переведён во вторую отдельную Оренбургскую казачью сотню: пробыл в ней до 1916 году, успев возглавить данное подразделение.
С середины июля 1916 года числился в списках шестой сотни Оренбургского 1-го казачьего полка. Во время Гражданской войны, в начале августа 1918 года, был назначен полковым интендантом Оренбургского 2-го казачьего полка, а уже в начале сентября получил пост представителя всего Оренбургского войска в омском Высшем совете по снабжению союзных армий.
В ноябре 1918 года временно представлял все объединённые казачьи войска в Совете по снабжению. Затем находился в комплекте казачьих полков. В конце марта 1919 года был назначен на должность командира первой бригады 1-й Оренбургской казачьей дивизии, но буквально через несколько дней после вступления в должность был отчислен от неё в связи с получением назначения на пост окружного интенданта Оренбургского военного округа. По последним сведениям, относящимся к июлю 1919 года, он продолжал состоять в том же чине и на той же должности.

## Награды
- Орден Святого Станислава 3 степени (1907)
- Орден Святой Анны 3 степени (1910)
- Орден Святого Станислава 2 степени (1912)
- Медаль «В память царствования императора Александра III» (февраль 1896)[2]

## Семья
Владимир Кручинин был женат на Фавате Павловне, в семье было двое детей: Вера (род. 1897) и Юлия (род. 1900).